# San Basilio
San Basilio (sardisk: Santu 'Asìli 'e mònti) er en by og en kommune (comune) i provinsen Sud Sardegna i regionen Sardinien i Italien. Byen ligger i 415 meters højde og har 1.238 indbyggere (2016). Kommunen har et areal på 44,63 km² og grænser til kommunerne San Nicolò Gerrei, Sant'Andrea Frius, Senorbì, Silius og Siurgus Donigala.